# Три девушки (фонтан)
Фонта́н «Три девушки» (англ. Dreimädelbrunnen) — один из фонтанов в центральной части Дюссельдорфа (Германия). Охраняется законом.

## Описание
Бронзовая скульптура неоклассического стиля, стоящая на постаменте из натурального камня, изображает трёх молодых девушек. Идея композиции является развитием классического мотива «Трёх граций». Пока одна из женщин стоит, две другие преклоняют колени и держат раковину, символ Венеры.

## История
Фонтан был создан в 1914/1915 годах скульптором Леоном Лауффсом и архитектором Германом фом Эндтом, затем куплен Ассоциацией благоустройства за 21 тысячу марок и передан в дар городу Дюссельдорфу.
Первоначально скульптура была установлена на углу улиц Гарольдштрассе и Маннесманнуфер (у виллы Хорион виллы Хорион при Ландесхаусе Дюссельдорфа). В 1925 году бронза была повреждена, а в 1933 году вся фонтанная система была отключена. В 1951 году скульптурная группа была перенесена на городской вагонный двор. С 1964 года она стоит на углу улиц Кайзерсвертер-Штрассе и Фридрих-Лау-Штрассе, в зеленой зоне перед клиникой Парацельса в Гольцхайме. В 2007 году спонсорская организация TG "Radschläger-71" взяла на себя обязательство по охране и содержанию в исправном состоянии фонтана.
23 октября 1990 года фонтан «Три девушки» взят Дюссельдорфом под охрану как памятник архитектуры в категориях «статуи, рельефы, украшения, скульптуры» под номером 275.0-275.40.